# Список фильмов о Джеймсе Бонде
Джеймс Бонд — персонаж, созданный писателем Яном Флемингом в своей серии книг о Джеймсе Бонде. Бонд является секретным агентом британской разведки MI6 и носит кодовое имя 007. В серии фильмов (т. н. Бондиане) его играли актёры Шон Коннери, Дэвид Нивен, Джордж Лэзенби, Роджер Мур, Тимоти Далтон, Пирс Броснан и Дэниел Крейг. Всего о Бонде было снято 27 фильмов, два из которых создавались без участия EON Productions. В настоящее время компании EON принадлежат все права на романы о Джеймсе Бонде.

## История
В 1961 году продюсеры Альберт Брокколи и Гарри Зальцман приобрели права на экранизацию романов Флеминга. Они основали компанию EON Productions и при финансовой поддержке американской киностудии United Artists начали работу над фильмом Доктор Ноу. Режиссёром данного фильма выступил Теренс Янг, роль Бонда досталась Шону Коннери. В 1962 году Брокколи и Зальцман создали холдинговую компанию Danjaq, к которой перешли права на будущие фильмы о Бонде. В настоящее время серия включает в себя 27 фильмов, последний из которых, «Не время умирать», вышел в октябре 2021 г.
Совокупный объём кассовых сборов со всех фильмов составил около 6 млрд долларов (с учётом уровня инфляции по состоянию на июль 2013 года эта сумма составляет 13,8 млрд долларов); серия занимает второе место в списке самых кассовых фильмов, уступая Гарри Поттеру[уточнить].
Фильмы несколько раз заслуживали премию «Оскар»: Премию за лучший звуковой монтаж в 1965 году получил фильм Голдфингер, в 1966 году Джон Стирс удостоился «Оскара» за лучшие визуальные эффекты. Пер Холлберг и Карен Бейкер Лэндерс в 2013 удостоились награды за лучшие звуковые эффекты в фильме «007: Координаты „Скайфолл“»; на той же церемонии «Оскар» за лучшую песню получили Адель Эдкинс и Пол Эпуорт за песню Skyfall. В 2016 году Сэм Смит и Джимми Нейпс получили премию «Оскар» за лучшую песню за песню Writing’s on the Wall из фильма Спектр. Также некоторые песни из фильмов были номинированы на «Оскар» за лучшую песню — в число таковых вошли Live and Let Die Пола Маккартни, Nobody Does It Better Карли Саймон и For Your Eyes Only Шины Истон. В 1982 году Альберт Брокколи получил награду имени Ирвинга Тальберга.
Хотя Брокколи и Зальцман приобрели права на существующие и будущие работы Флеминга, в их число не вошёл роман Казино «Рояль», права на который в тот момент принадлежали продюсеру Грегори Ратоффу. После смерти Ратоффа права перешли к Чарльзу Фельдману, который в 1967 году создал сатирический фильм «Казино „Рояль“». В результате судебного разбирательства было установлено, что права на роман «Шаровая молния» принадлежали Кевину Макклори, который вместе с Флемингом и сценаристом Джеком Уиттингэмом написал сценарий, на котором базируется сюжет романа. И хотя фильм «Шаровая молния» создавался совместными усилиями EON Productions и Макклори, последний сохранил за собой право на произведение и на его основе создал сценарий к фильму «Никогда не говори „никогда“». В настоящее время права на оба фильма принадлежат компании Metro-Goldwyn-Mayer.
В феврале 2025 г. творческий контроль над франшизой в рамках нового совместного предприятия с Барбарой Брокколи и Майклом Уилсоном получила Metro-Goldwyn-Mayer, ранее принадлежавший этим двум людям.

## Фильмы, созданные EON Productions
Кассовые сборы от фильмов, снятых компанией EON, составили около 5 млрд долларов. На сегодняшний день серия занимает четвёртое место в списке самых кассовых фильмов. С учётом уровня инфляции 2005 года фильмы о Бонде собрали более 13 млрд.
| Номер | Название                          | Год   | Актёр, играющий Бонда | Режиссёр          | Кассовые сборы ($ млн.) | Кассовые сборы ($ млн.) | Бюджет($ млн.)     | Бюджет($ млн.)   |
| Номер | Название                          | Год   | Актёр, играющий Бонда | Режиссёр          | На момент создания      | На 2005 г.              | На момент создания | На 2005 г.       |
| ----- | --------------------------------- | ----- | --------------------- | ----------------- | ----------------------- | ----------------------- | ------------------ | ---------------- |
| 1     | Доктор Ноу                        | 1962  | Шон Коннери           | Теренс Янг        | 59,5                    | 448,8                   | 1,1                | 7,0              |
| 2     | Из России с любовью               | 1963  | Шон Коннери           | Теренс Янг        | 78,9                    | 543,8                   | 2,0                | 12,6             |
| 3     | Голдфингер                        | 1964  | Шон Коннери           | Гай Хэмилтон      | 124,9                   | 820,4                   | 3,0                | 18,6             |
| 4     | Шаровая молния                    | 1965  | Шон Коннери           | Теренс Янг        | 141,2                   | 848,1                   | 6,8                | 41,9             |
| 5     | Живёшь только дважды              | 1967  | Шон Коннери           | Льюис Гилберт     | 101,0                   | 514,2                   | 10,3               | 59,9             |
| 6     | На секретной службе Её Величества | 1969  | Джордж Лэзенби        | Питер Р. Хант     | 64,6                    | 291,5                   | 7,0                | 37,3             |
| 7     | Бриллианты навсегда               | 1971  | Шон Коннери           | Гай Хэмилтон      | 116,0                   | 442,5                   | 7,2                | 34,7             |
| 8     | Живи и дай умереть                | 1973  | Роджер Мур            | Гай Хэмилтон      | 126,4                   | 460,3                   | 7,0                | 30,8             |
| 9     | Человек с золотым пистолетом      | 1974  | Роджер Мур            | Гай Хэмилтон      | 98,5                    | 334,0                   | 7,0                | 27,7             |
| 10    | Шпион, который меня любил         | 1977  | Роджер Мур            | Льюис Гилберт     | 185,4                   | 533,0                   | 14,0               | 45,1             |
| 11    | Лунный гонщик                     | 1979  | Роджер Мур            | Льюис Гилберт     | 210,3                   | 535,0                   | 34,0               | 91,5             |
| 12    | Только для твоих глаз             | 1981  | Роджер Мур            | Джон Глен         | 194,9                   | 449,4                   | 28,0               | 60,2             |
| 13    | Осьминожка                        | 1983  | Роджер Мур            | Джон Глен         | 183,7                   | 373,8                   | 27,5               | 53,9             |
| 14    | Вид на убийство                   | 1985  | Роджер Мур            | Джон Глен         | 152,4                   | 275,2                   | 30,0               | 54,5             |
| 15    | Искры из глаз                     | 1987  | Тимоти Далтон         | Джон Глен         | 191,2                   | 313,5                   | 40,0               | 68,8             |
| 16    | Лицензия на убийство              | 1989  | Тимоти Далтон         | Джон Глен         | 156,2                   | 250,9                   | 36,0               | 56,7             |
| 17    | Золотой глаз                      | 1995  | Пирс Броснан          | Мартин Кэмпбелл   | 351,9                   | 518,5                   | 60,0               | 76,9             |
| 18    | Завтра не умрёт никогда           | 1997  | Пирс Броснан          | Роджер Споттисвуд | 338,9                   | 463,2                   | 110,0              | 133,9            |
| 19    | И целого мира мало                | 1999  | Пирс Броснан          | Майкл Эптед       | 361,8                   | 439,5                   | 135,0              | 158,3            |
| 20    | Умри, но не сейчас                | 2002  | Пирс Броснан          | Ли Тамахори       | 431,9                   | 465,4                   | 142,0              | 154,2            |
| 21    | Казино «Рояль»                    | 2006  | Дэниел Крейг          | Мартин Кэмпбелл   | 594,2                   | 581,5                   | 150,0              | 145,3            |
| 22    | Квант милосердия                  | 2008  | Дэниел Крейг          | Марк Форстер      | 576,0                   | 514,2                   | 200,0              | 181,4            |
| 23    | 007: Координаты «Скайфолл»        | 2012  | Дэниел Крейг          | Сэм Мендес        | 1108,6                  | 943,5                   | 150-200            | 128-170          |
| 24    | 007: Спектр                       | 2015  | Дэниел Крейг          | Сэм Мендес        | 880,7                   | 725,5                   | 245-250            | 202-206          |
| 25    | Не время умирать                  | 2021  | Дэниел Крейг          | Кэри Фукунага     | 771,2                   | 582                     | 250-301            | 189-226          |
| Всего | Всего                             | Всего | Всего                 | Всего             | 7,612 млрд              | 12,676 млрд             | 1,453-1,508 млрд   | 2,069-2,155 млрд |

### Доктор Ноу (1962)
На Ямайке убит сотрудник SIS Джон Стрэнгуэйз. Британский агент Джеймс Бонд (Шон Коннери) получает задание отправиться на Ямайку и расследовать обстоятельства этого дела. Во время расследования Бонд встречается с рыбаком Куореллом, который ранее вместе со Стрэнгуэйзом занимался сбором образцов минералов у близлежащих островов. Одним из таких островов был Краб Ки — дом доктора Юлиуса Ноу.
Бонд и Куорелл отправляются на остров, где встречают девушку-водолаза по имени Ханни Райдер. Затем на них нападают люди Ноу и убивают Куорелла из огнемёта; Бонд и Ханни попадают в плен. Доктор Ноу сообщает им, что является членом террористической организации СПЕКТР и планирует нарушить траектории полёта ракет при помощи атомного радиоизлучателя. Бонд и Ханни убивают Ноу, уничтожают его логово и сбегают с острова.

### Из России с любовью (1963)
Член террористической организации СПЕКТР Кронстин разрабатывает план похищения советского криптографического устройства «Лектор». Террористы собираются отомстить Джеймсу Бонду (Шон Коннери) за смерть их агента доктора Ноу. За данную миссию ответственна бывшая сотрудница СМЕРШ Роза Клебб. Для выполнения задания она привлекает Дональда Гранта в качестве убийцы и сотрудницу советского консульства в Стамбуле Татьяну Романову.
Бонд отправляется в Турцию и встречает там Али Керим Бея, сотрудника MI6 в Турции. Вместе они добывают «Лектор» и пытаются сбежать на Восточном экспрессе. Преследующий их Грант убивает Бея и советского офицера. Встретившись с Бондом, он пытается выдать себя за британского агента, однако Бонд впоследствии убивает его. Вместе с Романовой Бонд бежит в Венецию. Роза Клебб, переодевшись в служащую отеля, пытается украсть устройство и убить Бонда, однако погибает от пули Романовой.

### Голдфингер (1964)
Джеймс Бонд (Шон Коннери) получает задание следить за миллиардером Ауриком Голдфингером. Он останавливает нечестную игру Голдфингера, отвлекая его помощницу, которую впоследствии убивает подручный Голдфингера Одджоб. Бонд, получивший приказ обнаружить контрабандное золото Голдфингера, следует за ним в Швейцарию. Ведя слежку, Бонд попадает в плен к миллиардеру, а затем на самолёте летит на конный завод Голдфингера в Кентукки. Он ненадолго сбегает и становится свидетелем встречи Голдфингера с американскими мафиози и узнаёт о его планах ограбления хранилища Форт-Нокс.
Подробно узнав о деталях операции, Бонд вновь попадает в руки Голдфингера. Позднее он соблазняет Пусси Галор, личного пилота Голдфингера, и убеждает её сообщить американским властям об ограблении золотого хранилища. Голдфингер и его люди вторгаются в Форт-Нокс и добираются до хранилища золота. Бонд вступает в схватку и убивает Одджоба, а тем временем к месту прибывает армия США. Бонд и Галор улетают на самолёте, в который проникает Голдфингер. Бонд выталкивает его из самолёта.

### Шаровая молния (1965)
Бонд (Шон Коннери) расследует похищение самолёта Avro Vulcan, снабжённого двумя атомными бомбами; похищение осуществила организация СПЕКТР. За возвращение самолёта террористы требуют выкуп. Бонд следует на Багамы, где встречается со своим коллегой из ЦРУ Феликсом Лейтером. В причастности к похищению они подозревают Эмилио Ларго и обследуют область вокруг его судна и возможные маршруты. Обнаружив самолёт (на борту которого не оказывается бомб), агенты попадают в засаду. В итоге Бонд убивает Ларго.

### Живёшь только дважды (1967)
Бонд (Шон Коннери) послан в Японию, чтобы расследовать похищение американского космического корабля. Прибыв на место, Бонд связывается с Аки — ассистенткой руководителя японской секретной службы Тигра Танаки. Бонд выясняет, что за похищением стояла организация СПЕКТР и её глава Эрнст Ставро Блофельд. Он обнаруживает штаб-квартиру террористов.
Отряд Танаки атакует остров, а Бонду тем временем удаётся отвлечь Блофельда и устроить диверсию. Во время боя Осато погибает от руки Блофельда, который затем активирует систему самоуничтожения базы и сбегает. Бонд, Кисси, Танака и выжившие ниндзя бегут через тоннель и уплывают на подлодке.

### На секретной службе Её Величества (1969)
Ведя поиски главы организации СПЕКТР Эрнста Ставро Блофельда, Бонд (Джордж Лейзенби) спасает Трейси де Вичензо, не дав ей совершить самоубийство; позднее он вновь встречается с ней в казино. Бонд получает информацию о Блофельде от главы преступного синдиката Марк-Анжа Драко, отца Трейси. Он узнаёт о существовании химической лаборатории Блофельда в Альпах, где разрабатывается бактериологическое оружие.
Блофельд разоблачает Бонда, после чего последний сбегает. На лабораторию нападают люди Драко, Блофельду удаётся сбежать. Бонд женится на Трейси, но сразу после свадьбы её убивает помощница Блофельда Ирма Бунт.

### Бриллианты навсегда (1971)
Бонду (Шон Коннери) поручено расследование похищения крупной партии бриллиантов, которое начинается в Южной Африке и продолжается на территории Голландии, Великобритании и США. Выдавая себя за профессионального контрабандиста Питера Фрэнкса, Бонд приезжает в Амстердам и знакомится там с Тиффани Кейс. Вместе они отправляются в США, где их встречает Феликс Лейтер. Бонду удаётся выйти на казино-отель, принадлежащий миллиардеру Уилларду Уайту.
Бонд продолжает поиски алмазов и попадает в исследовательскую лабораторию, принадлежащую Уайту. Там он обнаруживает космический спутник. Подозревая Уайта, Бонд пытается обнаружить его, но вместо этого сталкивается с Блофельдом, который берёт агента в плен и рассказывает ему о планах уничтожить ядерные ракеты с помощью спутника. Блофельд признаётся, что намеревается продать спутник с аукциона. Бонд сбегает, попутно освободив пленённого Уайта, и узнаёт, что Блофельд в качестве базы использовал нефтяную платформу. Бонд нападает на базу, предотвратив планы Блофельда.

### Живи и дай умереть (1973)
Джеймс Бонд (Роджер Мур) получает задание расследовать убийство трёх агентов MI6, которые были убиты за одни сутки. Он узнаёт, что все трое по отдельности расследовали дела доктора Кананги, диктатора небольшого Карибского острова Сан-Моник, а также то, что Кананга известен как наркобарон Мистер Биг.
Перед отправлением на Сан-Моник Бонд узнаёт, что Кананга намеревается накопить две тонны героина и бесплатно распространять его. Кананга захватывает Бонда, но тот сбегает, убивает Канангу и уничтожает поле, где выращивается наркотик.

### Человек с золотым пистолетом (1974)
Глава британской разведки M, узнав, что Бонд (Роджер Мур) получил золотую пулю с номером 007 (такая пуля обозначает предупреждение о том, что Бонд стал целью убийцы Франциско Скараманги), отстраняет его от миссии по обнаружению британского учёного Гибсона, который изобрёл устройство, способное решить проблему энергетического кризиса. Однако Бонд неофициально отправляется на поиски Гибсона и[уточнить]Скараманги. Он едет в Макао и по прибытии в казино видит, как любовница Скараманги забирает золотые пули. Агент следует за ней до Гонконга, где становится свидетелем убийства Гибсона и похищения солекса. Бонд получает задание вернуть устройство и убить Скарамангу.
Бонд встречается с Хай Фэтом, богатым тайским предпринимателем, которого подозревает в организации убийства Гибсона. Агент попадает в плен, однако ему удаётся сбежать. Он прибывает на остров Скараманги, где между ними происходит дуэль: Бонд убивает злодея.

### Шпион, который меня любил (1977)
Бонду (Роджер Мур) поручено расследование исчезновения британской и советской подлодок, носителей баллистических ракет. Бонд начинает работать бок о бок с майором КГБ Анной Амасовой. Вместе они отправляются в Египет и там определяют, что человек, который стоит за похищением, — судовладелец, учёный и анархист Карл Стромберг.
Бонд и Амасова проникают на танкер, принадлежащий Стромбергу, и обнаруживают там захваченную подлодку. Стромберг намеревается уничтожить Москву и Нью-Йорк, развязав ядерную войну, а затем создать новую цивилизацию. Бонд возвращает подлодки и преследует Стромберга. Он уничтожает штаб Стромберга, попутно убив магната.

### Лунный гонщик (1979)
Угнан космический шаттл компании Drax Industries, Бонду (Роджер Мур) поручено расследование этого дела. Он встречается с владельцем компании Хьюго Драксом и доктором Холли Гудхэд. Затем агент прибывает в Венецию, где узнаёт, что Дракс занимается производством нервно-паралитического газа, смертельного для людей, но безвредного для животных. Бонд вновь встречается с Гудхэд и узнаёт о том, что она — агент ЦРУ.
В поисках исследовательской фабрики Дракса Бонд отправляется на Амазонку, где его захватывают в плен. Затем он и Гудхэд попадают на тайную космическую станцию, принадлежащую Драксу. Там Бонд узнаёт, что Дракс собирается уничтожить всю человеческую расу с помощью созданного им токсина. Бонд и Гудхэд выводят из строя систему невидимости, и США посылает войска к шаттлу. Во время боя Бонд убивает Дракса и уничтожает станцию.

### Только для твоих глаз (1981)
После того, как тонет британское разведывательное судно, учёный Тимоти Хэйвлок получает задание заполучить находящееся на борту устройство ATAC (Automatic Targeting Attack Communicator) до того, как это сделают русские. Однако Хэйвлока убивает кубинский наёмник Гонзалес. Бонду (Роджер Мур) поручено узнать, кто нанял Гонзалеса. Во время расследования Бонд попадает в плен, а Гонзалес погибает от руки дочери Хэйвлока, которая сбегает вместе с Бондом. Бонд узнаёт, что вместе с Гонзалесом работал Эмиль Леопольд Лок, и отправляется в Италию, где знакомится с бизнесменом Арисом Кристатосом. Кристатос говорит Бонду, что Лок был нанят Милосом Колумбо, бывшим партнёром Кристатоса по криминалу.
Бонда захватывают люди Колумбо. Сам Колумбо раскрывает, что Лок на самом деле был нанят Кристатосом, работающим на КГБ и ищущим ATAC. Бонд и Мелина находят устройство, но попадают в плен к Кристатосу. Они сбегают и отправляются в Грецию, где Бонд убивает Кристатоса и уничтожает ATAC.

### Осьминожка (1983)
Бонд (Роджер Мур) расследует убийство агента 009, переодевшегося клоуном и пытавшегося похитить фальшивое яйцо Фаберже в Восточном Берлине. Точно такое же яйцо попадает на аукцион, и Бонд устанавливает, что его намеревается приобрести афганский принц Камаль Хан, работающий вместе с советским генералом Орловым, желающим расширения границ Советского Союза. Бонд знакомится с Осьминожкой, а затем узнаёт, что Орлов похищал для Камаля советские драгоценности, подменяя их подделками, а Хан и Осьминожка контрабандой вывозили оригиналы на территорию Запада.
Бонд проникает в цирк и узнаёт, что Орлов намеревается взорвать атомную бомбу на военной базе США. Он деактивирует боеголовку, а затем возвращается в Индию, где возглавляет нападение на дворец Камаля.

### Вид на убийство (1985)
Бонд (Роджер Мур) расследует деятельность богатого промышленника Макса Зорина, пытающегося наводнить мировой рынок микрочипами. Он узнаёт, что ранее Зорин работал на КГБ. Зорин раскрывает группе инвесторов свой план уничтожения Кремниевой долины, которое приведёт к тому, что компания Зорина станет монополистом. Бонд разоблачает планы Зорина, предотвращает взрыв бомб и убивает миллионера.

### Искры из глаз (1987)
Бонд (Тимоти Далтон) способствует бегству генерала КГБ Георгия Коскова. Он ранит женщину-снайпера Кару Миловы. Косков рассказывает об операции «Смерть шпионам», осуществляемой новым главой КГБ генералом Леонидом Пушкиным. Позднее Коскова похищают, а Бонд получает задание убить Пушкина.
Бонд выслеживает Миловы и узнаёт, что похищение Коскова было спланировано, и что он является другом торговца оружием Брэда Уитакера. Встретив Пушкина и сымитировав его убийство, Бонд устанавливает, что Косков и Уитакер на средства КГБ приобретают бриллианты, которые затем обменивают на наркотики. Позднее Коскова арестовывает Пушкин, а Бонд убивает Уитакера.

### Лицензия на убийство (1989)
Бонд (Тимоти Далтон) помогает Феликсу Лейтеру арестовать наркоторговца Франца Санчеса. Как только Санчес выходит на свободу, он калечит Феликса и убивает его жену. Бонд клянётся отомстить, но M приказывает ему вернуться к своим обязанностям. Бонд отказывается, и тогда M отзывает его лицензию на убийство; хотя официально Бонд лишён своего статуса, ему тайно помогает Q.
Бонд отправляется к дому Санчеса в республику Истмус. Ему удаётся внедриться в группу наркобарона и настроить его против ряда своих сторонников. Попав на основную базу Санчеса, где производятся наркотики, Бонд попадает в плен, как только его разоблачает один из людей Санчеса. Агент сбегает, уничтожает завод и убивает Санчеса.

### Золотой глаз (1995)
В 1986 году Бонд (Пирс Броснан) и агент 006 Алек Тревельян проникают на секретный советский завод по производству химического оружия. Тревельян погибает, а Бонд убегает, предварительно взорвав здание. Проходит 9 лет. Бонд становится свидетелем похищения вертолёта Eurocopter Tiger преступной организацией «Янус», которая впоследствии похищает также контрольный диск для управления космической системой «Золотой глаз» и с его помощью уничтожает исследовательскую станцию «Северная». После атаки выживает только женщина-программист Наталья Семёнова.
Расследуя данный инцидент, Бонд отправляется в Россию, где знакомится с Семёновой и узнаёт, что Тревельян, который сымитировал свою гибель, возглавляет «Янус». Алек намеревается похитить все деньги из английских банков, а затем нанести удар по Лондону при помощи «Золотого глаза», разрушив экономику Британии. Бонд и Семёнова уничтожают антенну управления, попутно убив Тревельяна и Грищенко.

### Завтра не умрёт никогда (1997)
Бонд (Пирс Броснан) расследует потопление британского военного корабля в территориальных водах Китая, похищение крылатой ракеты с его борта, а также уничтожение китайского истребителя. Он узнаёт, что за всем этим стоит медиа-магнат Элиот Карвер, который ранее приобрёл шифровальный прибор системы GPS на чёрном рынке.
Бонд встречается с агентом китайской разведки Вей Лин, которая также расследует произошедшее; они соглашаются работать вместе. Агентам становится известно, что Карвер использовал прибор GPS, для того чтобы сбить с курса британский корабль, заманить его на территорию Китая и развязать войну. Пока британский флот готовится к отправке в Китай, Бонд и Вей Лин обнаруживают корабль-невидимку Карвера и предотвращают запуск крылатой ракеты.

### И целого мира мало (1999)
Бонд (Пирс Броснан) возвращает деньги, отданные нефтяным магнатом Робертом Кингом в качестве выкупа бандитам за свою дочь Электру. Однако деньги оказываются пропитаны химическим веществом и вызывают взрыв, от которого Кинг погибает. Бонд узнаёт, что к делу причастен бывший агент КГБ, а ныне террорист Ренард, который ранее похитил Электру. Бонду поручено защищать девушку, которая, по мнению руководства разведки, может быть вновь похищена.
Бонд встречается с Валентином Жуковским и узнаёт, что начальник охраны Электры Давыдов заодно с Ренардом. Бонд убивает Давыдова, а затем отправляется в Казахстан. Выдав себя за учёного-ядерщика, Бонд знакомится с американским ядерным физиком Кристмас Джонс. Они становятся свидетелями того, как Ренард похищает карту GPS-датчика и устраивает взрыв. Бонду и Джонс удаётся спастись. Считая, что Бонд погиб, Электра похищает M; Бонд заключает, что Электра намеревается устроить ядерный взрыв на подводной лодке в Стамбуле, чтобы нефть перегонялась только по принадлежащему ей нефтепроводу. Бонд освобождает M, обезвреживает бомбу на подлодке и убивает Электру и Ренарда.

### Умри, но не сейчас (2002)
Бонд (Пирс Броснан) проникает в Северную Корею и начинает слежку за полковником Тан-Сун Муном, который нелегально приобретает африканские алмазы в обмен на оружие. После столкновения с Бондом Мун падает в реку (считается, что он погибает), а Бонд попадает в плен и 14 месяцев проводит в тюрьме, подвергаясь пыткам. Позднее его обменивают на Цао, помощника и друга Муна. Бонда отстраняют от дел, однако он решает завершить свою миссию и выслеживает Цао в клинике генной терапии, где пациенты могут поменять свою внешность благодаря реструктуризации ДНК. Цао сбегает, его след ведёт к британскому миллиардеру Густаву Грейвзу.
Грейвз торжественно представляет публике зеркальный спутник «Икар», способный концентрировать солнечную энергию и направлять её на Землю. Бонд понимает, что Мун, который выжил после падения в реку, изменил свою внешность при помощи генной терапии и взял имя Густав Грейвз. Он также узнаёт о планах Муна использовать «Икар» для вторжения в Южную Корею и объединения двух стран. Бонд уничтожает пульт управления «Икаром» и убивает Муна.

### Казино «Рояль» (2006)
Данный фильм является перезапуском серии. В начале фильма Бонд (Дэниел Крейг) только получает статус 00 и задание расследовать финансирование терроризма. Он преследует и убивает изготовителя бомб и забирает его мобильный телефон. С его помощью агент выходит на Алекса Димитриоса, а затем и на финансиста Ле Шиффра. К Бонду присоединяется Веспер Линд. Бонд и Ле Шиффр принимают участие в турнире по покеру, британскому агенту поручено обыграть Ле Шиффра.
Бонд обыгрывает соперника, однако после окончания игры Веспер оказывается похищена; Бонд, преследующий похитителей, также попадает в плен. За Линд требуют выкуп, а Бонд подвергается пыткам. Позднее Ле Шиффра убивает мистер Уайт. Бонд узнаёт, что Линд являлась двойным агентом. На Бонда нападают люди Уайта, но тот выживает. Уайт присваивает деньги себе, а Линд погибает. Бонд приходит к Уайту и ранит его в ногу.

### Квант милосердия (2008)
Бонд (Дэниел Крейг) и M допрашивают мистера Уайта и узнают о его организации под названием «Квант». Один из телохранителей M по имени Митчелл, оказавшийся двойным агентом, нападает на M и позволяет Уайту сбежать. Бонд отправляется на Гаити и узнаёт о связи между «Квантом» и экологом Домиником Грином.
Бонд узнаёт о совместном плане Грина и бывшего боливийского генерала Медрано, которые намереваются привести Медрано к власти в Боливии, после чего «Квант» станет единственным поставщиком воды в страну. Бонд убеждается, что организация перекрыла потоки свежей воды, чтобы завысить цены на неё. Бонд нападает на отель, в котором Грин и Медрано завершают задуманное, после чего бросает Грина в пустыне.

### 007: Координаты «Скайфолл» (2012)
После неудачной операции в Стамбуле Бонд (Дэниел Крейг) падает с моста и считается погибшим. Глава Объединённого разведывательного комитета Гарри Мэллори ставит под сомнение способность M руководить секретной службой. На штаб-квартиру службы осуществляется нападение, а Бонд возвращается в Лондон. Позднее он отправляется в Китай и Макао, преследуя наёмника по имени Патрис. Бонд выходит на бывшего агента MI6 Рауля Сильву, который был захвачен китайскими агентами. Обвиняя M в своей судьбе, Сильва намеревается испортить её репутацию, а затем убить. Бонд спасает M и пытается заманить Сильву в ловушку. И хотя ему удаётся убить Сильву, M оказывается смертельно ранена. Бонд возвращается к исполнению своих обязанностей под руководством нового начальника Гарри Мэллори.

### 007: Спектр (2015)
Зашифрованное сообщение из своего прошлого посылает Джеймса Бонда (Дэниел Крейг) на первую миссию в Мехико, а затем и в Рим, где он сталкивается с Люсией, красивой вдовой известного преступника. Проникнув на засекреченное совещание, Бонд раскрывает тайну существования зловещей организации, известной как «Спектр». Между тем в Лондоне новый руководитель центра по вопросам безопасности ставит под сомнение работу Бонда и отрицает важность МИ-6 во главе с М. С помощью своих друзей из разведки Бонд отправляется на поиски Мадлен Сван, дочери его старого врага мистера Уайта, которая, возможно, сможет помочь ему сокрушить «Спектр».

### Не время умирать (2021)
Джеймс Бонд (Дэниел Крейг) оставил оперативную службу и наслаждается спокойной жизнью на Ямайке. Все меняется, когда на острове появляется его старый друг Феликс Лейтер из ЦРУ с просьбой о помощи. Миссия по спасению похищенного ученого оказывается опаснее, чем предполагалось изначально. Бонд попадает в ловушку к таинственному злодею, вооруженному опасным биологическим оружием.

## Фильмы, созданные без участия EON
| Название                    | Год   | Актёр, сыгравший Бонда | Режиссёр                                                                         | Кассовые сборы              | Кассовые сборы       | Бюджет                      | Бюджет               |
| Название                    | Год   | Актёр, сыгравший Бонда | Режиссёр                                                                         | На момент создания (млн. $) | На 2005 год (млн. $) | На момент создания (млн. $) | На 2005 год (млн. $) |
| --------------------------- | ----- | ---------------------- | -------------------------------------------------------------------------------- | --------------------------- | -------------------- | --------------------------- | -------------------- |
| Казино «Рояль»              | 1967  | Дэвид Нивен            | Кен Хьюгс, Джон Хьюстон, Джозеф Макгрет Роберт Пэрриш, Вел Гуест, Ричард Телмедж | 44,4                        | 260                  | 12,0                        | 70,0                 |
| Никогда не говори «никогда» | 1983  | Шон Коннери            | Ирвин Кершнер                                                                    | 160,0                       | 314,0                | 36,0                        | 71,0                 |
| Всего                       | Всего | Всего                  | Всего                                                                            | 204,4                       | 574,4                | 48,0                        | 141,0                |

### Казино «Рояль» (1967)
Бонд (Дэвид Нивен) возвращается на службу и становится главой MI6 после смерти M. Он нанимает Эвелина Трембла, чтобы победить агента СМЕРШ Ле Шифра. Присвоив себе деньги СМЕРШ, Ле Шифр пребывает в отчаянии, так как не смог скрыть похищение. Трембл обыгрывает Ле Шифра, но затем попадает в плен и умирает. Джеймс Бонд узнаёт, что под казино расположен гигантский подземный комплекс доктора Ноу; Манипенни узнаёт, что доктор Ноу является племянником Джеймса Бонда по имени Джимми Бонд. Джимми планирует использовать биологическое оружие, чтобы сделать всех женщин красивыми и убить всех высоких мужчин. В казино проникают тайные агенты, здание взрывается, все находящиеся внутри погибают.

### Никогда не говори «никогда» (1983)
Бонд (Шон Коннери) расследует похищение двух крылатых ракет с ядерными боеголовками, которые были похищены организацией СПЕКТР. Он знакомится с Домино Петачи и её любовником Максимилианом Ларго, агентом СПЕКТР. Следуя за ними во Францию, Бонд информирует Домино о смерти её брата, а позднее узнаёт, что один из агентов MI6 убит Фатимой Блаш, которая также является агентом СПЕКТР: Бонд убивает её. Бонд и Феликс Лейтер пытаются проникнуть на борт яхты Ларго, чтобы обнаружить местонахождение похищенных боеголовок. Бонд попадает в ловушку, но ему впоследствии удаётся сбежать. Он нападает на Ларго, пока тот занимается размещением бомбы.

## Отзывы критиков и награды
Фильмы о Бонде номинировались на многочисленные награды. Среди полученных премий: BAFTA, «Золотой глобус» и «Оскар». В 1982 году Альберт Брокколи удостоился награды имени Ирвинга Тальберга.
| Фильм                             | Критики                | Критики                | Зрители                | Награды |
| Фильм                             | Rotten Tomatoes        | Metacritic             | CinemaScore            | Награды |
| Фильмы EON Productions            | Фильмы EON Productions | Фильмы EON Productions | Фильмы EON Productions | Фильмы EON Productions |
| --------------------------------- | ---------------------- | ---------------------- | ---------------------- | --- |
| Доктор Ноу                        | 95 % (61 рецензия)     | 78 (8 рецензий)        | н/д                    | Победитель: Премия «Золотой глобус» — самый многообещающий новичок среди актрис на 21-й церемонии вручения |
| Из России с любовью               | 97 % (62 рецензии)     | 83 (18 рецензий)       | н/д                    | Победитель: Премия BAFTA за лучшую операторскую работу (цветной фильм) на 17-й церемонии вручения Номинация: Премия «Золотой глобус» за лучшую песню на 22-й церемонии вручения |
| Голдфингер                        | 99 % (72 рецензии)     | 87 (12 рецензий)       | н/д                    | Победитель: Премия «Оскар» за лучший звуковой монтаж на 37-й церемонии вручения Номинация: Премия BAFTA за лучшую работу художника-постановщика на 18-й церемонии вручения |
| Шаровая молния                    | 85 % (54 рецензии)     | 64 (9 рецензий)        | н/д                    | Победитель: Премия «Оскар» за лучшие визуальные эффекты на 38-й церемонии вручения Номинация: Премия BAFTA за лучшую работу художника-постановщика на 19-й церемонии вручения |
| Живёшь только дважды              | 74 % (53 рецензии)     | 61 (14 рецензий)       | н/д                    | Номинация: Премия BAFTA за лучшую работу художника-постановщика на 21-й церемонии вручения |
| На секретной службе Её Величества | 81 % (58 рецензий)     | 61 (12 рецензий)       | н/д                    | Номинация: Премия «Золотой глобус» — самый многообещающий новичок среди актёров на 27-й церемонии вручения |
| Бриллианты навсегда               | 64 % (53 рецензии)     | 59 (11 рецензий))      | н/д                    | Номинация: Премия «Оскар» за лучший звук на 44-й церемонии вручения |
| Живи и дай умереть                | 66 % (53 рецензии)     | 55 (9 рецензий)        | н/д                    | Номинация: Премия «Оскар» за лучшую песню к фильму на 46-й церемонии вручения |
| Человек с золотым пистолетом      | 42 % (53 рецензии)     | 43 (11 рецензий)       | н/д                    | |
| Шпион, который меня любил         | 82 % (60 рецензий)     | 55 (12 рецензий)       | н/д                    | Номинация: Премия «Оскар» за лучшую музыку к фильму, за лучшую песню к фильму и за лучшую работу художника-постановщика на 50-й церемонии вручения Номинация: Премия BAFTA за лучшую работу художника-постановщика на 31-й церемонии вручения Номинация: Премия Энтони Аксвита на 31-й церемонии вручения BAFTA Номинация: Премия «Золотой глобус» за лучшую песню на 35-й церемонии вручения Номинация: Премия «Золотой глобус» за лучшую музыку к фильму на 35-й церемонии вручения |
| Лунный гонщик                     | 60 % (57 рецензий)     | 66 (13 рецензий)       | н/д                    | Номинация: Премия «Оскар» за лучшие визуальные эффекты на 52-й церемонии вручения |
| Только для твоих глаз             | 69 % (55 рецензий)     | 54 (12 рецензий)       |                        | Номинация: Премия «Оскар» за лучшую песню к фильму на 54-й церемонии вручения Номинация: Премия «Золотой глобус» за лучшую песню на 39-й церемонии вручения |
| Осьминожка                        | 42 % (50 рецензий)     | 63 (14 рецензий)       | н/д                    | |
| Вид на убийство                   | 37 % (62 рецензии)     | 40 (20 рецензий)       | н/д                    | Номинация: Премия «Золотой глобус» за лучшую песню на 43-й церемонии вручения |
| Искры из глаз                     | 73 % (59 рецензий)     | 60 (18 рецензий)       | A                      | |
| Лицензия на убийство              | 79 % (63 рецензии)     | 58 (25 рецензий)       | B+                     | |
| Золотой глаз                      | 80 % (85 рецензий)     | 65 (19 рецензий)       | A-                     | Номинация: Премия BAFTA за лучший звук на 49-й церемонии вручения Номинация: Премия BAFTA за лучшие визуальные эффекты на 49-й церемонии вручения |
| Завтра не умрёт никогда           | 57 % (93 рецензии)     | 52 (38 рецензия)       | A-                     | Номинация: Премия «Золотой глобус» за лучшую песню на 55-й церемонии вручения |
| И целого мира мало                | 51 % (148 рецензий)    | 57 (38 рецензий)       | B+                     | |
| Умри, но не сейчас                | 55 % (226 рецензий)    | 56 (43 рецензий)       | A-                     | Номинация: Премия «Золотой глобус» за лучшую песню на 60-й церемонии вручения |
| Казино «Рояль»                    | 94 % (267 рецензий)    | 80 (46 рецензий)       | A-                     | Номинация: Премия BAFTA за лучший фильм на 60-й церемонии вручения Номинация: Премия BAFTA за лучшую мужскую роль на 60-й церемонии вручения Номинация: Премия BAFTA за лучшие визуальные эффекты на 60-й церемонии вручения Номинация: Премия BAFTA за лучший адаптированный сценарий на 60-й церемонии вручения Номинация: Премия BAFTA за лучшую работу художника-постановщика на 60-й церемонии вручения Номинация: Премия BAFTA за лучший звук на 60-й церемонии вручения Номинация: Премия BAFTA за лучший монтаж на 60-й церемонии вручения Номинация: Премия BAFTA за лучшую операторскую работу на 60-й церемонии вручения Номинация: Премия BAFTA за лучшую музыку к фильму на 60-й церемонии вручения               |
| Квант милосердия                  | 63 % (301 рецензия)    | 58 (48 рецензий)       | B-                     | Номинация: Премия BAFTA за лучший звук на 62-й церемонии вручения Номинация: Премия BAFTA за лучшие визуальные эффекты на 62-й церемонии вручения |
| 007: Координаты «Скайфолл»        | 92 % (391 рецензия)    | 81 (49 рецензии)       | A                      | Победитель: Премия «Оскар» за лучший звуковой монтаж на 85-й церемонии вручения Победитель: Премия «Оскар» за лучшую песню к фильму на 85-й церемонии вручения Победитель: «Лучшая операторская работа» по версии Ассоциации кинокритиков Лос-Анджелеса Победитель: Премия «Золотой глобус» за лучшую песню на 70-й церемонии вручения Победитель: Премия BAFTA за лучший фильм на 66-й церемонии вручения Победитель: Премия BAFTA за лучшую музыку к фильму на 66-й церемонии вручения Номинация: Премия «Оскар» за лучший звук на 85-й церемонии вручения Номинация: Премия «Оскар» за лучшую операторскую работу на 85-й церемонии вручения Номинация: Премия «Оскар» за лучшую музыку к фильму на 85-й церемонии вручения |
| 007: «Спектр»                     | 63 % (371 рецензиия)   | 60 (48 рецензии)       | A-                     | Победитель: Премия «Оскар» за лучшую песню к фильму на 88-й церемонии вручения Победитель: Премия «Золотой глобус» за лучшую песню на 73-й церемонии вручения |
| Не время умирать                  | 83 % (430 рецензий)    | 68 (66 рецензии)       | A-                     | Победитель: Премия «Оскар» за лучшую песню к фильму на 94-й церемонии вручения |
| Фильмы, созданные без участия EON |                        |                        |                        | |
| Казино «Рояль» (1967)             | 25 % (40 рецензии)     | 48 (11 рецензии)       | н/д                    | Номинация: Премия «Оскар» за лучшую песню к фильму на 40-й церемонии вручения Премия BAFTA за лучший дизайн костюмов на 21-й церемонии вручения |
| Никогда не говори «никогда»       | 70 % (53 рецензии)     | 68 (15 рецензии)       | н/д                    | Номинация: Премия «Золотой глобус» за лучшую женскую роль второго плана в кинофильме на 41-й церемонии вручения |